# Eysenhardtia
Genre
Synonymes
- Varennea DC.
- Viborquia Ortega[2]

Eysenhardtia est un genre de plantes à fleurs dicotylédones de la famille des Fabaceae, sous-famille des Faboideae, originaire d'Amérique du Nord et d'Amérique centrale, qui comprend 13 espèces acceptées.

## Étymologie
Le nom générique, « Eysenhardtia », est un hommage à Karl Wilhelm Eysenhardt (1794–1825),  botaniste allemand.

## Liste d'espèces
Selon The Plant List (17 octobre 2018) :
- Eysenhardtia adenostylis Baill.
- Eysenhardtia drummondii Torr. & A.Gray
- Eysenhardtia officinalis Cruz Durán & M. Sousa
- Eysenhardtia orthocarpa (A.Gray) S.Watson
- Eysenhardtia parvifolia Brandegee
- Eysenhardtia peninsularis Brandegee
- Eysenhardtia platycarpa Pennell & Saff.
- Eysenhardtia polystachya (Ortega) Sarg.
- Eysenhardtia punctata Pennell
- Eysenhardtia schizocalyx Pennell
- Eysenhardtia spinosa A.Gray
- Eysenhardtia subcoriacea Pennell
- Eysenhardtia texana Scheele